# Sebastian Spreng

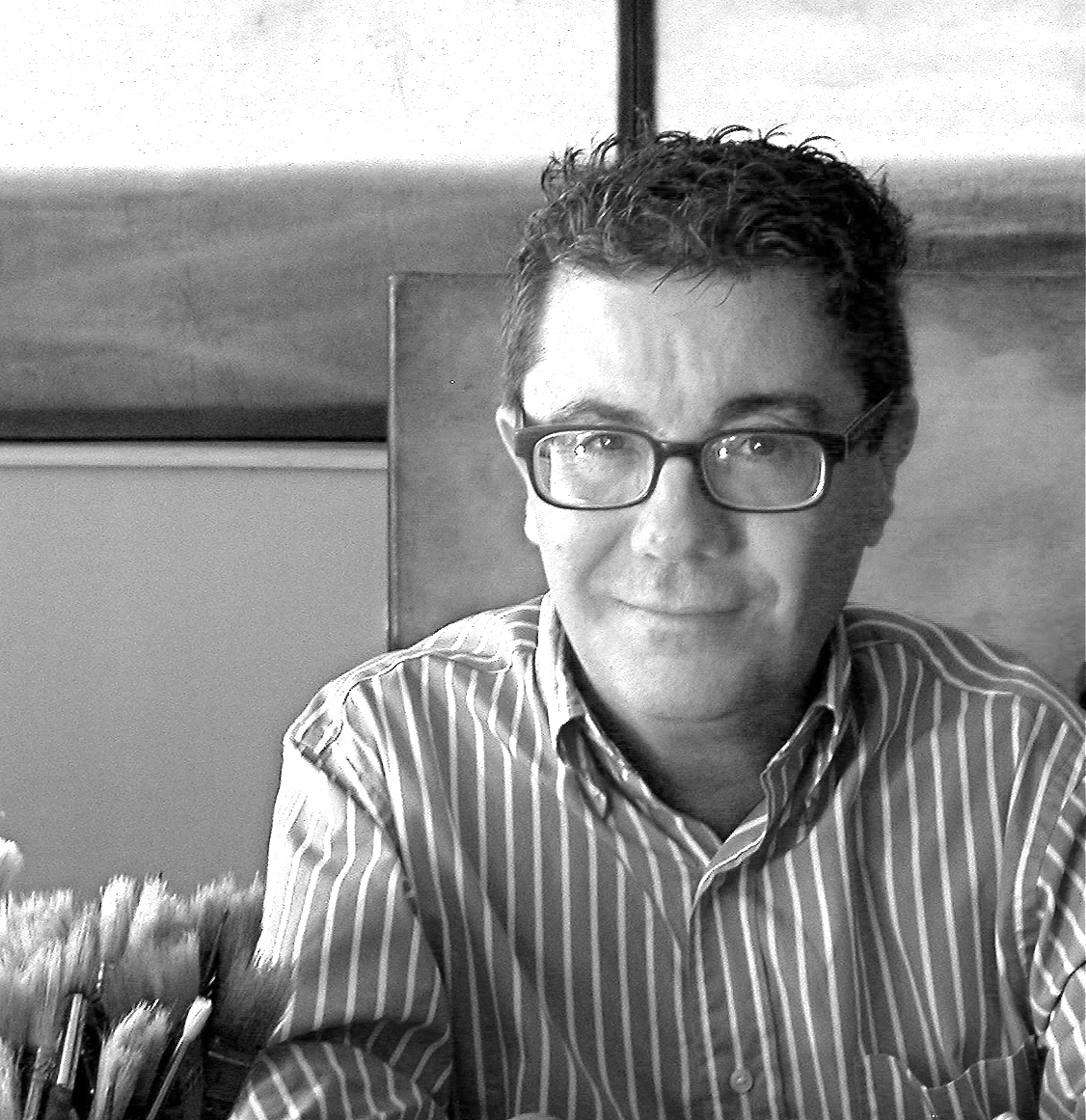
Sebastian Spreng

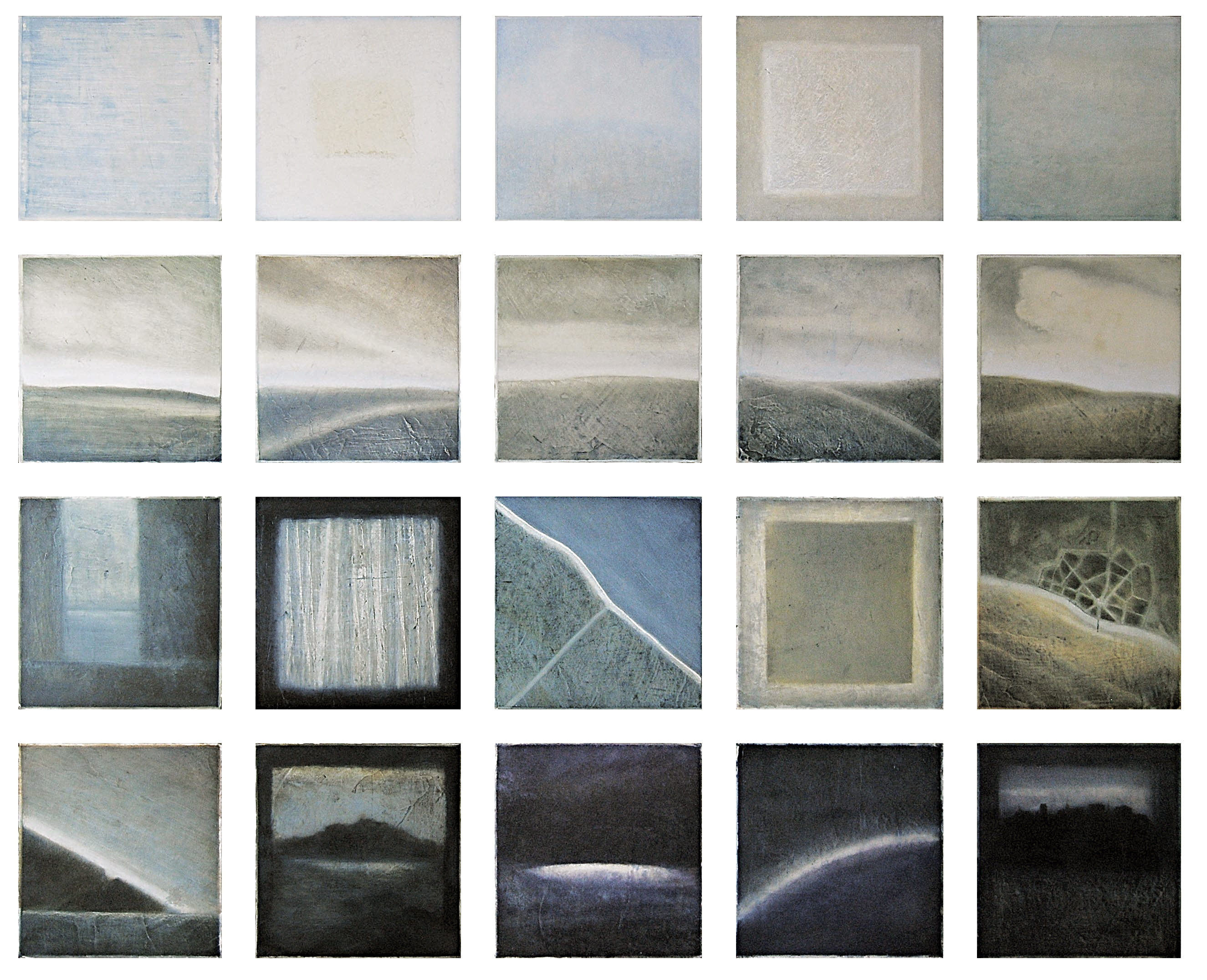
Delicate Balance

Sebastian Spreng (* 1956 in Esperanza) ist ein argentinischer Künstler und Musik-Journalist deutscher Abstammung.

## Lebenslauf
Er verbrachte seine Kindheit in Esperanza und in den argentinischen Pampas, dann an der atlantischen Küste in Mar del Plata und zog 1973 nach Buenos Aires.
Bereits im Alter von 17 Jahren nahm er an einer Gruppenausstellung teil:" Künstler aus Esperanza an der Fundacion Lowe".
Im darauffolgenden Jahr hatte er seine erste Einzelausstellung an der Martina Cespedes Galerie im San Telmo (Buenos Aires) Viertel der argentinischen Hauptstadt. Die Ausstellung war bereits am Eröffnungsabend ausverkauft und die Galerie behielt die Exklusivvertretung für seine Arbeiten noch für weitere sieben Jahre.
1978 übernahm er die Arbeit als Bühnenbildner für die argentinische Theater Produktion von Jean Cocteaus L'Aigle à deux têtes und arbeitete auch als Zeichner.
Im Jahre 1980 übersiedelte er nach Miami, Florida, wo er heute noch lebt und arbeitet und wo er ein vitales und beachtetes Mitglied der Kunstszene Floridas wurde. Er hatte seitdem Einzel- und Gruppenausstellungen in Boston, Seattle, Tokyo, Osaka, Düsseldorf, Essen, München, Caracas, Panama , Toronto usw.
Er war mit seinen Arbeiten vertreten im "University of Miami Lowe Kunstmuseum" in der "Paradise Lost" Ausstellung, im Miami-Dade Public Library System und in der Ausstellung "Lateinamerikanische Künstler in Florida" im Palazzo Medici, Seravezza, Toskana, Italien im Jahre 2002.
Er errang Preise in der Hortt Competition (Wettbewerb) am Museum of Art Fort Lauderdale, Fort Lauderdale, Florida und 1995 den Personal Achievement Preis der Muscular Dystrophy Association (Verein für muskuläre Dystrophie) des Staates Florida. Wie schon erwähnt, ist Sebastian Spreng ein MD Patient.
1994 wurde er von der Metro-Dade Art in Public Places beauftragt eine permanente Ausstellung im Miami-Dade County Regierungszentrum zu arrangieren. Die Serie "Nonet for the Long Journey" ist eine Ausstellung zu Ehren der "American with Disabilities Trailblazers" (der behinderten amerikanischen trailblazer).
1998 (und 2004) nahm er mit seinen Arbeiten, zusammen mit anderen lateinamerikanischen Künstlern, teil an Christie’s New York Versteigerung und sein Name fand Erwähnung im Buch "Leonard`s Preis Index Lateinamerikanischer Kunst Auktion" von Susan Theran. 2 2009 wurde seine Arbeit "Daphne" für das Buch "Speak for the trees" (Sprich für die Bäume) ausgewählt, zusammen mit 70 andere n Künstlern wie David Hockney, Christo, Yoko Ono usw.
In seinen Arbeiten ist Musik ein wichtiges Thema. Er hat ganze Serien seiner Arbeit nach Musikstücken benannt wie z. B. : Liederkreis Opus I und II, Der Ring des Nibelungen, Kammermusik (Seine Arbeiten haben meist einen starken Bezug zu Musik und so sind ganze Serien aufgebaut auf musikalischen Strukturen mit dem Titel Impromptus, Liederkreis, Liederreihe usw.) Viele seiner diesbezüglichen Arbeiten schmücken deshalb die Titel(seiten) für die Florida Philharmonic Orchestra Playbills, ebenso das Saisonale Programm Heft 1995–96 der New World Symphony.
Seit 1988 schreibt Spreng über klassische Musik in Magazinen und Zeitungen. Er fing damit an, als er als Auslandskorrespondent für das "Clasica Magazine", Argentinien, schrieb. Während seiner 20-jährigen Tätigkeit als Musikjournalist interviewte er, unter anderen, Künstler aus dem Bereich der Musik wie den Komponisten Luciano Berio, Dirigenten wie Donald Runnicles, Michael Tilson Thomas, Nicholas McGegan, Theaterregisseur Harold Prince, Sängerin Renata Scotto, Deborah Voigt, Anne Sofie von Otter, Barbara Hendricks, Thomas Hampson, Violinist Gil Shaham, Pinchas Zukerman, Cellistin Sol Gabetta, Pianist Evgeny Kissin usw.

## Kritikstimmen
Lilia Fontana, Musikkritikerin und Direktorin des Miami Dade College Kendall Campus Art Gallery (Kunstgalerie) schrieb in ihrem Katalog für die Ausstellung in Coral Gables 2002:
Er ist im Grunde seines Herzens ein Minimalist, aber er verbindet das Gefühl von Isolation (Einsamkeit) in einem Edward Hopper Bild mit der Farbfeldtechnik eines Mark Rothko. Aus dieser Mischung ergibt sich dann eine Original Spreng-Komposition. Er hat eine Brücke gebaut zwischen psychologischen und physischen Elementen. (Er verbindet auf seine Art das psychologische mit dem physisischen Element.) In seiner letzten Arbeit setzte er eine einsame Figur (Gestalt) in die Mitte einer riesigen Meereslandschaft. Der einsame Schwimmer allein im Ozean vermittelt ein Gefühl von Isolation während ein autonomer Schwimmer keine Grenzen kennt – vielleicht eine sentimentale Sehnsucht des Künstlers seinen eigenen Körper in der Schwerelosigkeit zu befreien.Obwohl diese Figur in ihrer Umgebung vergleichsweise klein wirkt, scheint sie sich doch sicher zu fühlen in ihrem Element, jederzeit imstande ohne jede Behinderung davonschwimmen zu können.In seinen neueren Arbeiten verwandelt sich der Schwimmer in einen Arbor den er in eine leicht agoraphobische Landschaft stellt. Viele dieser Landschaften erinnern an die Pampas in Argentinien aber ihre Schönheit ist ausschließlich eine amerikanische mit europäischen Wurzeln. Er bezieht sich dabei auf die Landschaftsbilder der Romantik. Jede Bildkomposition ist mit einer gemalten Trennungslinie umrandet die so einen eigenen Rahmen innerhalb eines Rahmens schafft. Auf diese Art gibt Spreng dem Betrachter die Illusion durch ein Fenster zu schauen und dort seine bizarre Fantasiewelt zu entdecken. Es handelt sich dabei um einfache Bildkompositionen, in denen Bäume vor einem Rothkoesken Hintergrund biomorphe Formen annehmen. Mit Textpassagen schafft er Schicht auf Schicht eine dichte Oberfläche. Seine Kompositionen vermitteln eine Stille und eine zarte Balance von Formen, die so ein harmonisches Zusammenspiel ergeben. Sprengs eigener und ästhetischer Stil ist unverkennbar. Er hat die Pampas in einen amerikanischen Landschaftkontext versetzt.
Dr. Carol Damian, Direktor des Florida International University Frost Museum schrieb:
Sebastian Sprengs Bilder wirken wie der Inbegriff von Einfachheit, wie visuelle abstraktionen von Form und Farbe; bei näherer Betrachtung wird jedoch absolut klar, dass sie technisch alles andere als einfach sind. Auf der Suche Sebastian Spreng`s nach einer gestalterischen Formgebung für die Erinnerung von Zeit und Ort wurden seine Bilder immer farbenfroher und leuchtender. An der Grenze zur Abstraktion, strahlen seine Bilder in einer eindringlichen Sprache etwas Geheimnisvolles aus. Sie erlauben dem Betrachter Momente der Introspektion und einen Blick in die Vergangenheit.
Kunstkritiker Ricardo Pau-Llosa schrieb 1991:
Unter den vielen Künstlern die in Südflorida leben, haben nur wenige ihre Umgebung mit so viel Interesse und Leidenschaft betrachtet wie Sebastian Spreng, ein 1956 in Buenos Aires geborener Künstler. Sebastian Spreng kam als schon vielbeachteter Maler nach Miami, aber erst in Florida fand er das zentrale Thema für sein Schaffen: das menschliche Dasein zwischen den Elementen der Erde und des Wassers...Spreng artikuliert das Widersprüchliche im menschlichen Wesen, denn, obwohl der Mensch allein Handelnder und Bewusstseinsträger ist, so ist er doch nur ein Teil der ganzen Schöpfung. (obwohl der Mensch allein ein bewußt Handelnder ist, so ist er oder : obwohl der Mensch allein sich seines Handelns und seines Daseins bewußt ist, so ist...)Die Natur wird lebendig durch das Betrachten und kann so zu einem wichtigen Element werden auf seiner Suche nach dem Sinn des Lebens. In den Bildern von Sebastian Spreng hat die Schimäre namens Florida einen wichtigen Anteil an seinem Schaffen und an seinem Werdegang.

## Einzelausstellungen (Auswahl)
- 2018 – Dresden, Lowe Art Museum, University Miami, Florida
- 2015 – Das Lied von der Erde, Kelley Roy Gallery, Miami, Florida
- 2011 – Salad Bar, Kelley Roy Gallery, Miami, Florida
- 2009 – Handmade Horizons & Songs, Kelley Roy Gallery, Miami, Florida
- 2008 – Liederkreis / Op. II – Friesen Gallery, Seattle, Washington
- 2007 – Liederkreis – The Americas Collection, Coral Gables, Florida
- 2006 – Arden Gallery, Boston, Massachusetts
- 2005 – Ring Landscapes – Friesen Gallery, Seattle, Washington
- 2004 – Chamber Music Opus 3 – Friesen Gallery, Sun Valley, Idaho
- 2003 – The Americas Collection, Coral Gables, Florida
- 2002 – Seeking Light – Friesen Gallery, Seattle, Washington
- 2001 – Witness – Anthony Ardavin Gallery, Atlanta, Georgia
- 2000 – Inner Island – Friesen Gallery, Seattle, Washington
- 1999 – Reverberations – The Americas Collection, Coral Gables, Florida
- 1997 – Oasis – The Americas Collection, Coral Gables, Florida
- 1996 – Galeria Arteconsult, Panama-Stadt, Panama
- 1995 – Chamber Music – Anthony Ardavin Gallery, Atlanta, Georgia
- 1994 – Centro de Arte Euroamericano, Caracas, Venezuela
- 1992 – Sinfonietta/Impromptus – The Americas Collection, Coral Gables, Florida
- 1991 – Metro-Dade Cultural Resource Center, Government Center, Miami, Florida
- 1990 – Park Gallery, Fort Lauderdale / Boca Raton, Florida
- 1989 – Silent Voyages – Galerie Helene Grubair, Miami, Florida
- 1989 – Galeria Atica, Buenos Aires, Argentina
- 1988 – Spanisches Kulturinstitut, München, Deutschland
- 1987 – Galeria Atica, Buenos Aires, Argentina
- 1986 – Veranos – Galeria Martina Cespedes, Buenos Aires, Argentina
- 1981 – Casa de la Cultura, Esperanza, Santa Fe, Argentina
- 1980 – Interiores – Galeria Martina Cespedes, Buenos Aires, Argentina

## Belege
1. ↑  Archivierte Kopie (Memento des Originals vom 17. Januar 2010 im Internet Archive)  Info: Der Archivlink wurde automatisch eingesetzt und noch nicht geprüft. Bitte prüfe Original- und Archivlink gemäß Anleitung und entferne dann diesen Hinweis.
2. ↑  Archivierte Kopie (Memento des Originals vom 31. Mai 2009 im Internet Archive)  Info: Der Archivlink wurde automatisch eingesetzt und noch nicht geprüft. Bitte prüfe Original- und Archivlink gemäß Anleitung und entferne dann diesen Hinweis.
3. ↑  https://www.artnexus.com/Notice_View.aspx?DocumentID=3211
4. ↑  https://www.artnexus.com/Event_View.aspx?EventID=142
5. ↑  http://www.speakforthetreesbook.com/book/
6. ↑  Archivierte Kopie (Memento des Originals vom 20. Mai 2014 im Internet Archive)  Info: Der Archivlink wurde automatisch eingesetzt und noch nicht geprüft. Bitte prüfe Original- und Archivlink gemäß Anleitung und entferne dann diesen Hinweis.
7. ↑  http://nl.newsbank.com/nl-search/we/Archives?sf_pubsys_story=sebastian+spreng&p_product=EN&p_multi=EN%7C&p_theme=realcities2&p_maxdocs=200&p_action=search&s_site=miami&s_trackval=MH&p_perpage=10&p_sort=YMD_date%3AD&p_text_search-0=sebastian+spreng&s_dispstring=sebastian+spreng%2520AND%2520date%28all%29&xcal_numdocs=20&xcal_useweights=no&collection=ARCHIVES&submit.x=0&submit.y=0
8. ↑  Archivierte Kopie (Memento des Originals vom 22. April 2009 im Internet Archive)  Info: Der Archivlink wurde automatisch eingesetzt und noch nicht geprüft. Bitte prüfe Original- und Archivlink gemäß Anleitung und entferne dann diesen Hinweis.
9. ↑  https://www.artnexus.com/Notice_View.aspx?DocumentID=18552
10. ↑  https://www.artnexus.com/Notice_View.aspx?DocumentID=581

| Personendaten    | Personendaten                                |
| ---------------- | -------------------------------------------- |
| NAME             | Spreng, Sebastian                            |
| KURZBESCHREIBUNG | argentinischer Künstler und Musik-Journalist |
| GEBURTSDATUM     | 1956                                         |
| GEBURTSORT       | Esperanza (Santa Fe), Argentinien            |